# Iwan Fedossejewitsch Sanko
Iwan Fedossejewitsch Sanko (russisch Иван Федосеевич Санько; * 25. Januarjul. / 7. Februar 1903greg. im Rajon Perejaslaw-Chmelnyzkyj, Gouvernement Kiew, Russisches Kaiserreich; † 22. Juli 1985 in Moskau) war ein sowjetischer Offizier und zuletzt Generaloberst der Artillerie.

## Leben

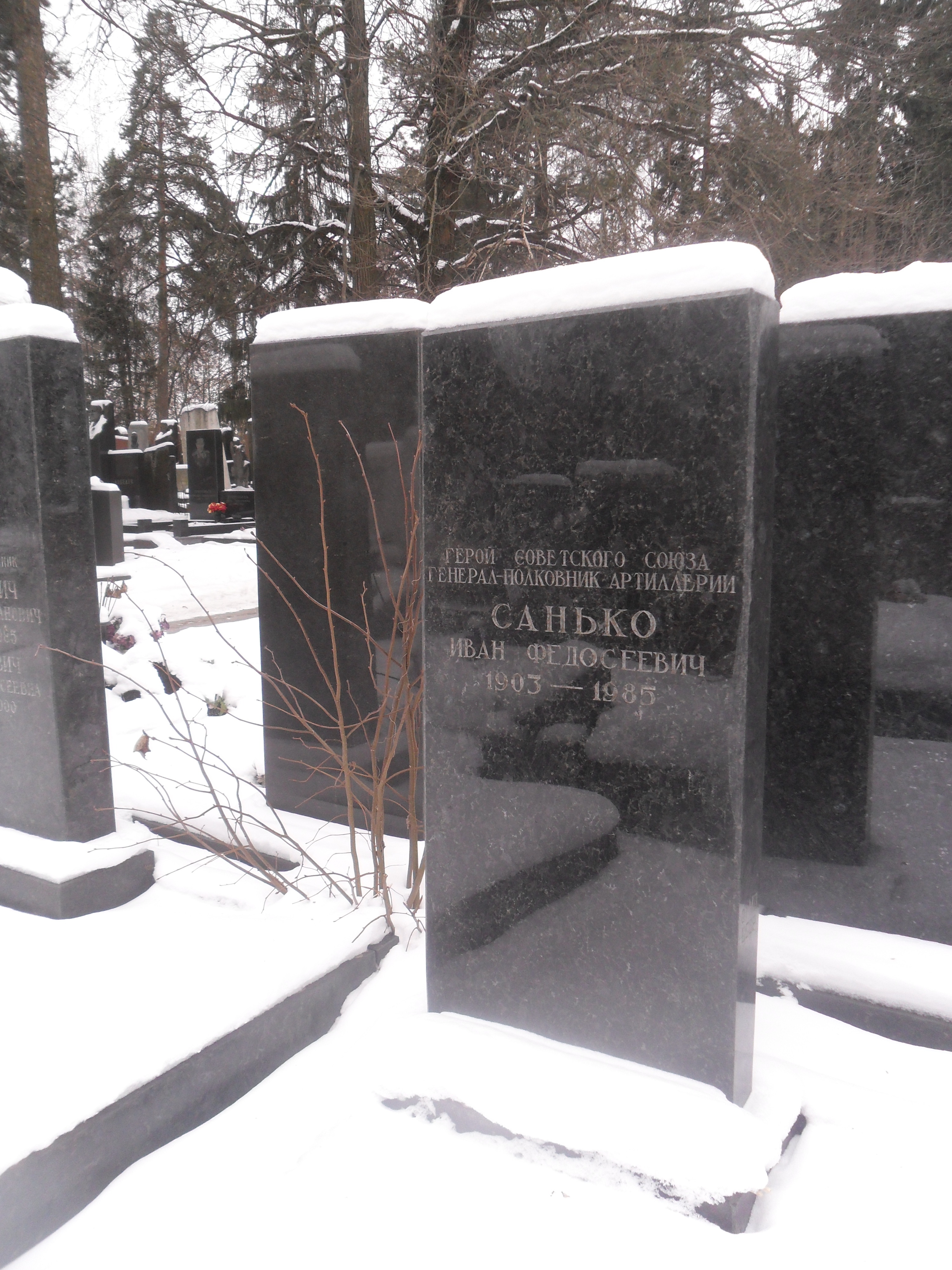
Grabstätte von Iwan Fedossejewitsch Sanko auf dem Kunzewoer Friedhof in Moskau.

Iwan Fedossejewitsch Sanko trat 1921 in die Rote Armee ein. Nach zahlreichen Verwendungen als Offizier und Stabsoffizier war er vom 15. Oktober 1938 bis Juli 1941 Kommandant der 3. Leningrader Artillerieschule sowie im Anschluss zwischen Juli 1941 und März 1942 Kommandant der Kostroma-Artillerieschule. Während des Deutsch-Sowjetischen Krieges (22. Juni 1941 bis 2. Mai 1945) war er zunächst von März bis Mai 1942 Kommandeur des 575. Artilleriedivision und anschließend zwischen Mai und November 1942 Kommandeur der Artillerie der 144. Schützendivision, ehe er vom 4. November 1942 bis zum 5. Mai 1945 Kommandeur der 3. Durchbruch-Artilleriedivision war und als solcher am 16. November 1943 zum Generalmajor der Artillerie befördert wurde.
Bei Ende des Zweiten Weltkrieges war er zwischen dem 5. Mai 1945 und März 1947 zunächst Kommandeur der 1. Garde-Artilleriedivision sowie von März 1947 bis April 1949 Kommandeur des VIII. Artilleriekorps. Nachdem er von April 1949 bis Mai 1950 die Höhere Militärakademie „K. J. Woroschilow“ absolviert hatte, fungierte er zwischen Mai 1950 und Oktober 1953 als Kommandeur des IV. Artilleriekorps. Im Anschluss war er von Oktober 1953 bis März 1954 Kommandeur der Artillerie der 1. Gardepanzerarmee, deren damaliger Befehlshaber Generalleutnant Iwan Ignatjewitsch Jakubowski war. Daraufhin fand er zwischen März 1954 und Dezember 1956 als stellvertretender Kommandeur der Artillerie des Moskauer Militärbezirks, wobei er von März 1954 bis Januar 1956 für die Artilleriereserve dieses Militärbezirks zuständig war. Danach war er von Dezember 1956 bis Dezember 1958 Kommandeur der Artillerie des Woronescher Militärbezirks und erhielt in dieser Verwendung am 18. Februar 1958 seine Beförderung zum Generalleutnant der Artillerie.
Generalleutnant Sank war von Dezember 1958 bis November 1959 zuerst Chef der Abteilung Ausbildung von Artillerieingenieuren an der Militärartillerie-Akademie beziehungsweise im Anschluss zwischen November 1959 und Juni 1960 Leiter des Höheren Akademischen Artillerie-Ingenieurskurses an dieser Militärakademie. Nachdem er von Juni 1960 bis August 1961 Kommandeur der Nordgruppe der Sowjetarmee war, fungierte er zwischen August 1961 und August 1969 als Leiter des Direktorats Kampfausbildung im Stab des Oberkommandierenden der Strategischen Raketentruppen Marschall der Sowjetunion Kirill Semjonowitsch Moskalenko beziehungsweise dessen Nachfolgern Marschall der Sowjetunion Sergei Semjonowitsch Birjusow (1962 bis 1963) und zuletzt Marschall der Sowjetunion Nikolai Iwanowitsch Krylow. Er wurde am 25. Oktober 1967 zum Generaloberst der Artillerie befördert und am 22. August 1969 in den Ruhestand versetzt. Nach seinem Tode wurde er auf dem Kunzewoer Friedhof in Moskau beigesetzt.
Für seine langjährigen Verdienste wurde Sank mehrfach ausgezeichnet und erhielt unter anderem folgende Orden und Auszeichnungen: den Titel Held der Sowjetunion (29. Mai 1945), drei Mal den Leninorden (6. April 1945, 29. Mai 1945, 1946), fünf Mal den Rotbannerorden (unter anderem 3.  Januar 1943, 18. April 1943, 3. November 1944), den Suworow-Orden Zweiter Klasse (27. August 1943), den Kutusoworden Zweiter Klasse (23. September 1944), den Orden des Vaterländischen Krieges Erster Klasse (11. März 1985) sowie den Orden des Roten Sterns (4. Juli 1983).